# Song Lizong
Lizong (chinesisch 理宗, Pinyin Lǐzōng; * 1205; † 1264) war der 14. Kaiser der Song-Dynastie und damit der 5. Kaiser der Südlichen Song-Dynastie. Er herrschte über das Kaiserreich China von 1224 bis 1264.
Zu seiner Regierungszeit gelang den Mongolen 1234 die Eroberung des nördlich angrenzenden Jin-Reiches. Die praktische Staatslenkung überließ Lizong dem leitenden Kanzler Jia Sidao. Er wurde in Literatur und Historiographie als Erzbösewicht dargestellt. Die Ursache hierfür liegt wahrscheinlich in seiner Wirtschaftspolitik: Steuerflucht und hohe Geldentwertung (Papiergeld!), dazu der Krieg gegen die Mongolen, überforderten die Staatskassen. 
1259 zwangen die Mongolen die Südlichen Song alles Land nördlich des Jangtsekiang abzutreten. 1263/64 schritt Jia zur Zwangsenteignung zahlreicher Grundbesitzer. Das betraf vor allem größere Güter, von denen ein Drittel zwangsweise an den Staat verkauft werden musste. So gelangte rund ein Fünftel des Landes in Staatshand. 
Doch die Mongolen, geeint unter Kublai Khan, waren dadurch nicht aufzuhalten. Bis 1279 eroberten sie schließlich ganz China.
Lizong starb kinderlos und wurde auf dem Thron von seinem Neffen Duzong beerbt.